# 日本専門新聞協会
公益社団法人日本専門新聞協会（にほんせんもんしんぶんきょうかい、英: Japan Specialized Newspapers Association, JSNA）は、専門紙の発行各社が加盟する公益法人。元文部科学省所管。新聞通信のもつ社会的公益性に基づきその倫理水準の向上をはかり、あわせて専門紙の健全な発展をはかることを目的としている。

## 概要
- 出版者著作権管理機構加盟。
- 毎年10月15日よりはじまる「新聞週間」期間中に「日本専門新聞大会フェスティバル」 の開催

## 沿革
- 1947年（昭和22年）2月21日 本協会を設立。当時第一新聞協会と称し、日本教育新聞創刊者の大山恵佐が初代会長に就任。

- 1952年（昭和27年）7月 社団法人の許可を受ける。

- 1961年（昭和36年）7月 名称を社団法人日本専門新聞協会に改める。

- 2012年（平成24年）4月 公益法人新制度への移行により公益社団法人日本専門新聞協会として新発足。

## 主な加盟新聞
- アイク
- 医薬経済社
- NJS日本住宅新聞社
- 大分建設新聞社
- カーアンドレジャーニュース
- カーゴ・ジャパン
- 化学工業日報社
- 鹿児島建設新聞
- 環境新聞社
- 観光経済新聞社
- 官庁通信社
- 九建日報社
- 教育新聞社
- 金融経済新聞社
- 金融タイムス社
- 健康保険組合連合会
- 建設経済新聞社
- 建設新聞社
- 建設新聞社 (長崎)
- 建通新聞社
- 鋼構造出版
- 交通新聞社
- 交通毎日新聞社
- 国際農業社
- 国民健康保険中央会
- 産業タイムズ社
- 産報出版
- 自治日報社
- じほう
- 社会保険研究所
- 社会保険実務研究所
- 週刊住宅タイムズ
- 週刊製菓時報
- 住宅産業新聞社
- 住宅新報
- 醸造産業新聞社
- 食料通信社
- シルバー産業新聞社
- 新建新聞社
- 新日本流通新聞社
- 新農林社
- 水道産業新聞社
- 税経
- 税務研究会
- 石油通信社
- 全国農業会議所
- 全国農業共済協会
- 全私学新聞
- 創樹社
- 中建日報社
- 東京交通新聞社
- 塗料報知新聞社
- 日刊経済通信社
- 日刊建設工業新聞社
- 日刊建設タイムズ社
- 日刊建設通信新聞社
- 日刊自動車新聞社
- 日刊木材新聞社
- 日本医事新報社
- 日本海事新聞社
- 日本教育新聞社
- 日本金融通信社
- 日本工業経済新聞社
- 日本私立大学協会
- 日本水道新聞社
- 日本電気協会新聞部
- 日本流通産業新聞社
- 燃料油脂新聞社
- 福祉新聞社
- 福島建設工業新聞社
- 物流ニッポン新聞社
- 不動産経済研究所
- 法研
- 北陸工業新聞社
- 北海道医療新聞社
- 北海道建設新聞社
- 薬事日報社
- 薬事ニユース社
- 輸送経済新聞社
- 輸送新聞社
- 酪農経済通信社
- 酪農乳業速報
- 旅行新聞新社

## 主な非加盟新聞
専門紙でも日本新聞協会に加盟している日刊工業新聞や日本海事新聞、日本農業新聞などは加盟していない。

## イメージソング
「われらの使命」
- 作詞　野村耕三
- 作曲　安藤実親
- 編曲　鈴木英明